# История Махачкалы
За территорию нынешнего Дагестана в своё время воевали персы, арабы и гунны. В этой борьбе значимую роль имел населённый пункт Тарки, в прошлом один из крупнейших городов на Кавказе и столица Тарковского шамхальства, который располагался на территории современной Махачкалы.
В 15 веке город Тарки был центром торговли, через который проходили караваны в Дербент. Со временем он стал называться Инджи, от названия крепости, защищавшей Тарки. В переводе с кумыкского «жемчужина».

## 19 век
В 1844 году на холмистом взгорье были основаны Петровские укрепления, их назвали в честь Петра I, который во время Персидского похода находился там. В 1856 году получил статус города и стал называться Петровск.
В 1870 году были возведены порт и искусственная гавань.
Первым заводом города стала пивоварня, открытая в 1896 году. Спустя 2 года в городе открылась типография.
В конце XIX и начале XX века город получил толчок к развитию, так как через него проходила железная дорога между Ростовом-на-Дону и Баку.
Перепись 1897 года показала, что население города увеличилось почти в 4 раза и достигло 8,7 тысяч жителей.

## Начало 20 века
В 1900 году  начала производство крупнейшая в городе на то время фабрика - бумагопрядильная, которая была построена акционерами «Каспийской мануфактуры»
В 1914 году был введён в эксплуатацию небольшой нефтеперегонный завод. Численность населения росла ударными темпами и к 1914 году составляла 24 тысячи человек, Петровск стал первым в Дагестане городом по численности населения, обогнав Темир-Хан-Шуру, который был административным центром Дагестана.
В конце 1915 года пущена в эксплуатацию железнодорожная линия Петровск — Темир-Хан-Шура, соединявшая город с нагорным Дагестаном.
В конце 19 и начале 20 веков в Петровске были построены два завода (нефтеперегонный и бондарный) и 2 фабрики (бумагопрядильная и табачная), а также были открыты железнодорожные мастерские. В городе Петровске было только 4 улицы. Улицы в центре города были покрыты булыжником и освещались керосиновыми фонарями. Здесь были каменные и кирпичные дома, в которых жили состоятельные граждане. На главной улице располагалась гостиница «Гуниб» на 25 мест, пару магазинов, кинотеатр «Прогресс», аптека, а также был постоялый двор. Остальные улицы были грязными, летом жителей этих улиц мучали пыль и стаи насекомых. Город располагал всего одной библиотекой с тремя тысячами книг, однако питейные заведения были в изобилии. Водоснабжения в городе не было, люди носили воду в бочках.
После октябрьской революции в городе была установлена советская власть. В марте 1918 года город был взят силами Дагисполкома. Через месяц бакинские и астраханские большевики отбили его обратно. В августе за город шли бои между большевиками и бичераховцами, большевики сдали Петровск. В октябре после столкновения с османскими частями бичераховцы отступили из города, Петровск стал подконтролен Горской республике. 18 ноября 1918 года приказом градоначальника полковника Абдусалама Магометова Петровск был переименован в Шамиль-Кала. После вывода османских частей в городе располагался английский отряд. В мае 1919 года город был взят ВСЮР. Через год город снова был взят большевиками.

## Советское время
В 1921 году город был переименован в Махачкалу в честь дагестанского революционера Махача Дахадаева. Чуть позже город был объявлен столицей ДАССР.
В середине 30-х годов в состав города вошёл пгт Петровск-Кавказский. В советское время столица Дагестана очень быстро росла, с 1930-х по 1980-е годы численность населения города возросла в 10 раз, были созданы основная социальная инфраструктура, современная система образования и базовые отрасли промышленности. Также советское руководство решило проблему водоснабжения, нехватки медпунктов и учебных заведений.
До 1952 года у Центральной площади города стоял Храм Великого князя Александра Невского. Храм был введён в строй 30 августа 1891 года. В 1953 году был снесён.
Семеро махачкалинцев были удостоены звания Героя Советского Союза за вклад в победу в Великой Отечественной войне.
Большие изменения во всех сферах жизни города произошли после войны. Уже в 1969 году в Махачкале была 51 школа, 4 вуза, десятки библиотек с суммарным фондом более 1,4 млн книг, более 20 кинотеатров (большинство позже было демонтировано). Быстрыми темпами развивалось строительство заводов.
В конце 1960-х на склоне горы Тарки-Тау планировалось установить фуникулёр, но позже проект закрыли.
14 мая 1970 года в городе произошло сильное землетрясение, от которого Махачкала сильно пострадала.

## После распада СССР
Из-за необдуманных экономических реформ и перехода на рыночную экономику, экономика Махачкалы попала в сильный кризис, так как основным доход города были заказы ВПК. В 1990-е годы происходило сильное снижение производства. Многие заводы банкротились и на них случались частые сокращения. В конце 90-х ситуация стала улучшаться. В начале XXI века наблюдалось оздоровление производства.
В 1991 году в городе прошла масштабная акция протеста паломников.
21 мая 1998 года в Махачкале братья Хачилаевы со своими сторонниками захватили здание правительства и Госсовета Махачкалы, требуя перевыборов главы Дагестана.

## Современность
В июне 2013 года глава администрации Махачкалы Саид Амиров был снят с должности и арестован. Его обязанности получил Муртазали Рабаданов. В апреле 2014 года Рабаданов ушёл в отставку по собственному желанию, а на его место глава Дагестана Рамазан Абдулатипов назначил Магомеда Сулейманова. В июле 2015 года должность перешла Мусе Мусаеву. В январе 2018 года глава администрации Махачкалы Муса Мусаев был снят с должности и арестован. С января по ноябрь исполняющим обязанности мэра Махачкалы был Абусупьян Гасанов. 7 ноября 2018 года Абусупьян Гасанов арестован по подозрению в хищении 40 млн рублей в должности врио мэра города Махачкалы. После отстранения мэра Абусупьяна Гасанова 8 ноября 2018 года, Мурад Алиев назначен временно исполняющим обязанности мэра Махачкалы. 31 января 2019 года депутаты городского собрания Махачкалы утвердили Салмана Дадаева мэром столицы Дагестана.
В 2001, 2002, 2003 и 2011 году Махачкала входила в первую тройку конкурса «Самый благоустроенный город России», проводимый Росстроем. Озвучивая итоги конкурса за 2011 год, премьер-министр России Дмитрий Медведев указал на то, что призовое место Махачкалы является «особенно важным».
В 2011 году в городе прошёл крупный митинг против произвола силовиков.
Также за последние годы в городе были реконструированы аллеи, бульвары и набережная города, центральная и университетская площади, открыт новый парк Ак-Гёль с детским городком аттракционов. В 2002 году был построен и введён в строй путепровод длиной 514 метров.
Махачкала — это крупнейший город российского Северного Кавказа и одноимённого федерального округа, хоть и не является его центром, экономический, культурный и научный центр Юга России.
В 2016 году в одном из банкетных залов Махачкалы произошёл взрыв, в результате которого погибли 11 человек.
В 2022 году был центром антимобилизационных протестов в Дагестане.
В 2023 году в городе прошли антисемитские беспорядки.